# UNE
|  | Per a altres significats, vegeu «Norma UNE». |

UNE era una xarxa de televisions locals d'Espanya pertanyent al grup Telecinco. La seva activitat va començar a desenvolupar-se el 2002 i emetia programes d'entreteniment -alguns de producció pròpia-, actualitat i telesèries. La programació d'UNE es distribuïa a través de fins a 66 emissores locals de tot Espanya. Qualsevol emissora local podia contractar aquest servei de televisió d'Atlas. Però a partir de 2004, les emissores locals pertanyents a Vocento (la participació empresarial de la qual en Telecinco era d'un 13%) que no tenien relació amb UNE, van començar la seva activitat conjunta amb la xarxa d'Atlas Telecinco.
El 2005, Vocento va trencar la relació amb UNE i va crear la seva pròpia xarxa de televisions locals, Punto TV. Les emissores locals de Vocento que van ser, en certa manera, obligades a emetre UNE, ara estan de la mateixa manera, obligades a pertànyer a Punto TV, pel que UNE ara només es distribuirà a qualsevol emissora de televisió local no pertanyent a Vocento que contracti amb Atlas Telecinco l'esmentat servei de producció audiovisual.
Finalment, el febrer de 2007, potser a causa de la impulsió dels canals de la TDT, Telecinco decideix cessar l'emissió d'UNE, el senyal del qual es distribuïa a les emissores locals clients a través del satèl·lit Hispasat.

## Programació
En els seus inicis, la programació era de dilluns a diumenge de 16.00 a 20.00 h més endavant, els caps de setmana es va ampliar pels matins de 10.00 a 11.30 h de 16.00 a 18.30 h i per les nits, de 22.00 a 0.30 h
Finalment, la programació es va retallar de dilluns a diumenge de 16.00 a 19.30 h
Comptava amb sèries produïdes per Telecinco, com a "Médico de Familia" o "Periodistas", i programes com "El buscador", "TNT", "Código Rojo" (Successos amb Paco Pérez Abellán) "Los caballeros" (Entrevistes a famosos), "Nunca es tarde" (Magazine amb Idioa Bilbao), "Latidos del corazón" (Premsa rosa), dibuixos animats, programes musicals i cinema.